# Sireno
Un sireno o falsa sirena es el nombre que reciben los falsos cuerpos de sirenas hechos por el hombre; los cuales eran vendidos o exhibidos al público como reales.
Aunque nunca se ha demostrado la existencia de los sirenos, a través de la historia existen narraciones de marinos que aseguraron verlos, entre ellos marineros que viajaban con Cristóbal Colón y otros de Henry Hudson; lo cual hizo que sean creíbles estas falsas sirenas.

## Descripción
Estos sirenos se fabricaban antiguamente en Asia para venderlos a los marineros como souvenirs. Normalmente se fabricaban a partir del tronco de un mono al que le cosían la parte inferior de un pez. 
De estas creaciones, el sireno más famoso fue la llamada sirena de Fiyi, que tenía 90 cm de longitud y una apariencia repugnante. En 1842 el Boston Museum la vendió al promotor de espectáculos P. T. Barnum, la cual se convirtió en la mayor atracción del Gran Museo Estadounidense de Barnum en New York. Posteriormente sería expuesta en el Museo Peabody. La sirena Fiyi fue muy popular y dio origen a decenas de imitaciones.

## En la cultura popular
En el último episodio de la serie animada Gravity Falls se mostró un sireno (cola de pez pegada al tronco disecado de un mono) como parte de los artículos que se muestran en La Cabaña del Misterio.